# Jóšinkan aikidó

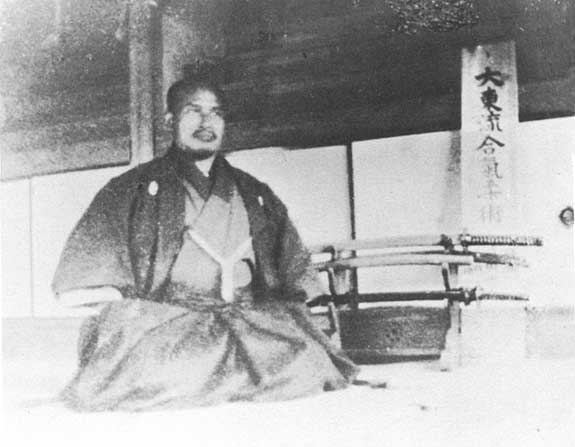
Mistr daitórjú aikidžúdžucu, Morihei Uešiba v roce 1922

Jóšinkan aikidó (合気道 養神館 aikidó jóšinkan) je bojové umění, které vzniklo po druhé světové válce. Založeno bylo japonským mistrem Gózó Šiodou (1915–1994), který od dětství cvičil judo a kendó. Ve 30. letech 20. století poznal mistra daitórjú aikidžúdžucu Moriheie Uešibu a cvičil u něj mnoho let. V padesátých letech si otevřel vlastní školu aikida, kterou pojmenoval Jóšinkan (v překladu znamená „Místo kde se kultivuje, zvětšuje, roste duch nebo lidská bytost“).

## Historie

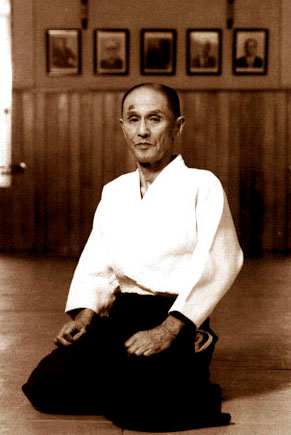
Zakladatel jóšinkan aikida, Gózó Šioda, cca 1985

Gózó Šioda jako dítě prošel vážnou, nebezpečnou nemocí, po které byl celkově slabý a měl špatný zdravotní stav. Po vyléčení ho jeho otec vedl ke studiu bojových umění, aby svůj špatný zdravotní stav zlepšil a upevnil své zdraví. Byl malé postavy, měřil kolem 1,55 m a vážil asi 50 kg. Studoval kendó a judo, ve kterém získal 3. dan. V roce 1932 se setkal s mistrem daitórjú aikidžúdžucu, Moriheiem Uešibou, který ho opravdu zaujal a u kterého cvičil skoro deset let. Po válce od mistra Uešiby obdržel 9. dan.
Gózó Šioda začal učit aikidó v roce 1950 a o pět let později založil vlastní školu, kterou pojmenoval Jóšinkan. První studenti nově vzniklé školy byli policisté z japonské metropolitní policie, které aikidó přitahovalo pro své praktické formy znehybnění tak, aby minimalizovali zranění pro pachatele. Pro veliký počet kadetů policie bylo nutné vyvinout kata styl výuky, který umožnil rychle pochopit techniku hodů a znehybnění, a který je pro Jóšinkan formu aikida typický. Až do šedesátých let kladl Gózó Šioda důraz spíše na cvičení příslušníků policie, než na cvičení pro širokou veřejnost, i když i ta se mohla přihlásit ke cvičení. V roce 1957 vznikl kurz senšusei, který funguje dodnes. Jde o velice intenzivní 11měsíční výcvik, několik hodin denně, 6 dnů v týdnu. Na jeho závěru se můžou skládat zkoušky na 1. dan. O tvrdém průběhu kurzu byla napsaná kniha Angry white pyjamas (Rozzlobená bílá pyžama) od Roberta Twiggera.
Po smrti Gózó Šiody se Mezinárodní jóšikan aikido federace zmenšila tím, jak jednotliví učitelé zakládali své vlastní směry vycházející z Šiodova učení. Dnes tedy mimo jóšinkan aikida fungují ještě federace renšinkan, šókódan, jóšókai atd.

## Tréninkový systém
Základní rozdělení je:
- Tai sabaki no kihon – základní cvičení a znalosti
- Kihon waza – základní techniky, cvičí se naprosto striktně
- Henka/ójó waza – aplikované techniky, variace základních technik
- Džijú waza – neustálé útočení útočníka, podle domluvy
- Randori – neustálé útočení kdy je obránce sám proti více útočníkům
- Gošin waza – techniky pro sebeobranu
- Ógi – skryté techniky

### Tai sabaki no kihon
Společný název pro cvičení těla, vychýlení soupeře, nácvik pádů, jsou to základní znalosti.
- Kamae – postoj
- Hiriki no jósei iči, ni
- Tai no henkó iči, ni
- Šumacu dósa iči, ni
- Šikkó hó
- Ukemi
- Šomen uči, šomen uči no ukekata, šomen uči no učijoke – jak se naučit útočit, jak blokovat a jak uhýbat při útoku sekem na obličej
- Jokomen uči, jokomen uči no ukekata, jokomen uči no učijoke – jak se naučit útočit, jak blokovat a jak uhýbat při útoku sekem ze strany na hlavu
- Šomen cuki, šomen cuki no učijoke – jak se naučit útočit a uhýbat při útoku úderem ze předu

Cvičení pro naučení vychýlení:
- vychýlení při jednostranném úchopu ruky při zatáhnutí (dvě varianty), při zatlačení (dvě varianty)
- vychýlení za držení ramene (při otočení hřbetu ruky do strany i nahoru)
- vychýlení při držení obou rukou útočníkem zezadu, při zatáhnutí i zatlačení
- vychýlení při držení obou ramen útočníkem zezadu, při zatáhnutí i zatlačení
- vychýlení při držení obou loktů útočníkem zezadu, při zatažení i zatlačení

### Kihon waza
Obsahuje čtyři základní techniky znehybnění: ikadžo, nikadžo, sankadžo a jonkadžo. Sedm základních technik hodů je šihonage, šomen irimi nage, sokumen irimi nage, kotegaeši, hidži ate kókjú nage, tenči nage a hidži šime. Pět základních technik rozvoje dechu s koordinací těla je pět kókjú ho.

### Henka/ójó waza
Techniky odvozené ze základních technik (z Kihon Waza), kdy se každý různý pohyb z těchto základních technik může individuálně přenést do nově vznikající techniky. Jde o tvoření vlastních technik na základě základních technik.

### Džijú waza
Jde o nepřerušovaný útok. Podle domluvených pravidel mezi žáky nebo podle pokynů učitele. Může být s domluveným útokem, třeba chycení za ruku, později po získání zkušeností s nedomluveným útokem. Můžou se kombinovat útoky, jejich rychlost, nasazení. Obránce se učí vhodně pohybovat s tělem, přesměrovávat sílu útoku a vhodně volit techniky tak aby nebyla narušena jejich plynulost.

### Randori
Jako džijú waza, ale s tím rozdílem, že útočí nejméně dva oponenti najednou.

### Gošin waza
Čistě sebeobranné techniky které jsou určeny k obraně a přežití, jejich cvičení vychází ze zkušeností učitele. Při sebeobranných technikách se nemusí používat pouze techniky jóšinkan aikida, podle libosti se používá vše, co aikidoka zná i z jiných bojových umění a bojových sportů. Jde o přežití a funkčnost, ne o krásu technik.

### Ógi
Jde o vysoký stupeň tréninku, umění vychýlil útočníka který aktivně bojuje proti vychýlení, čtení záměru protivníka ještě před jeho provedením atd.
Způsob provádění technik se dělí na:
- Suwari waza – techniky v kleku, oba klečí
- Hanmi – handači waza – obránce klečí, útočník stojí
- Tači waza – oba stojí
- Uširo waza – útok zezadu obránce

## Technické principy
- Čúšin rjoku – síla centru těla (japonsky tanden)
- Šúčú rjoku – koncentrace těla, mysli a ducha
- Kókjú rjoku – senzitivita, dýchání a rytmus
- Ki – zámeř obránce i útočníka
- Irimi – vstup, předběhnutí útočníka
- Kaiten – vychýlení útočníka otočením těla

Celek tvoří maximální efektivitu s minimálním úsilím.

## Filozofie
Správné bojové umění celkově posiluje člověka po fyzické stránce a nezapomíná stejnou měrou rozvíjet i charakter jedince. Jedině tak se dosahuje rovnováha (japonsky aiki). Jedinec se silnou technikou ale podlým charakterem může být pro své okolí nepříjemný, nebezpečný. Stejně tak člověk s dobrým charakterem ale se slabou technikou nebude mít ve světě oporu. To je špatně. Tréninkem se aikidoka snaží porazit své ego, závist, zlost, připoutání a být „lepší“. Bojová umění běžně trénují úspěšní vysocí manažeři a úspěšní lidé ve svém oboru. Princip technik se dá přenést na jakoukoliv běžnou činnost člověka a tím dochází k hlubšímu pochopení principů. Snaha je dosáhnout takové úrovně vhledu a poznání aby nebylo potřeba útočníka zabít, nebo i jenom zranit. Toho se dá dosáhnout jenom pravidelným a správným tréninkem těla a mysli. Takový člověk se stará o sebe, rodinu, své okolí, společnost ve které žije a chrání vše dobré. Vzájemně pak všichni prospívají. To je ideál a cesta bojových umění i jóšinkan aikida.